# Dzieraucy (stacja kolejowa)
Dzieraucy (biał. Дзераўцы; ros. Деревцы) – stacja kolejowa w miejscowości Stancyja Dzieraucy, w rejonie osipowickim, w obwodzie mohylewskim, na Białorusi. Położona jest na linii Osipowicze – Baranowicze.